# Горюнова, Валентина Михайловна
Валентина Михайловна Горюнова (род. 1946) — российский археолог, старший научный сотрудник Отдела славяно-финской археологии ИИМК РАН, кандидат исторических наук, лауреат премии имени И. Е. Забелина (2015).

## Биография
Родилась 14 ноября 1946 года в Армавире Краснодарского края.
В 1968 году — окончила исторический факультет ЛГУ.
В 1988 году — защитила кандидатскую диссертацию, тема: «Городок на Ловати X—XII вв. (К проблеме становления города Северной Руси)».
С 1967 по 1981 годы — работала секретарем на кафедре археологии ЛГУ.
С 1981 года по настоящее время — ЛОИА/ИИМК РАН (м.н.с., с.н.с.).
С 1988 по 1998 годы — заведующая аспирантурой ИИМК РАН.
Научные интересы: археология раннеславянских племен, археология раннегородской культуры Древней Руси, становление раннегончарного производства, ювелирное и кузнечное дело раннегородских образований Древней Руси.
Автор 52 научных публикаций, монографии «Городище под Новгородом и поселения Северного Приильменья. СПб.». 2005 год, (в соавторстве с Е. Н. Носовым, А. В. Плоховым).

### Участие в археологических экспедициях
- с 1964 по 2008 годы — Днепровское Левобережье и Северо-Запад России;
- 1971—1972, 1975, 1977—1978 годы — начальник Великолукской археологической экспедиции ЛГУ;
- 1982—1983, 1985, 1987—1989, 1991 годы — начальник Днепровской Левобережной экспедиции ЛОИА/ИИМК РАН.

## Награды
- Премия имени И. Е. Забелина (совместно с Е. Н. Носовым, А. В. Плоховым, за 2015 год) — за коллективную монографию «Городище под Новгородом и поселения Северного Приильменья (Новые материалы и исследования)»

## Статьи
- О западнославянских формах керамики в Северной Руси первой половины X в. (время и причины появления) // Археология и история Пскова и Псковской земли: семинар имени академика В. В. Седова: материалы 56-го заседания, посвященного 130-летию Псковского археологического общества (7—9 апреля 2010 г.) / Институт археологии РАН, Гос. ком. Псковской области по культуре, Псковский археологический центр, Археологический центр Псковской области, Псковский музей-заповедник; (редколлегия: П. Г. Гайдуков (отв. ред.) и др.). — Москва; Псков : ИА Ран, 2011